# Marry Me (canção de Train)
"Marry Me" é uma canção da banda americana Train, escrita pelo vocalista Pat Monahan para o quinto álbum de estúdio da banda Save Me, San Francisco. Ela foi lançada como single em 25 de outubro de 2010. A canção foi um sucesso alcançando a 40ª posiçãonas paradas da Billboard Hot 100, dando a banda seu terceiro single top 40 nos Estados Unidos.
A canção também foi bem nas rádios, chegando ao Top 5 nas paradas da Billboard Adult Contemporary e da Adult Pop Songs chart.

## Tabelas
Em abril de 2011, o single passou da marca dos 1,000,000 de downloads digitais.

### Paradas musicais
| Paradas (2010–11)                             | Melhor posição |
| --------------------------------------------- | -------------- |
| Canadá (Canadian Hot 100)                     | 47             |
| Estados Unidos (Billboard Hot 100)            | 34             |
| Estados Unidos (Billboard Radio Songs)        | 37             |
| Estados Unidos (Billboard Adult Contemporary) | 3              |
| Estados Unidos (Billboard Adult Top 40)       | 4              |
| Estados Unidos (Billboard Mainstream Top 40)  | 27             |

### Certificações
| País           | Certificador | Certificção |
| -------------- | ------------ | ----------- |
| Estados Unidos | RIAA         | 3× Platina  |